# Heart Break (New Edition)
Heart Break è il quinto album in studio del gruppo statunitense New Edition, pubblicato il 20 giugno 1988 dalla MCA Records. Si tratta del loro primo album senza la presenza di Bobby Brown, dopo la sua uscita dal gruppo e l'inizio della propria carriera da solista. In sostituzione di Brown viene inserito nel gruppo Johnny Gill, l'unico membro del gruppo non originario di Boston. L'album è stato certificato doppio disco di platino.
Dopo la separazione di Bobby Brown il gruppo si trovava in uno stato di transizione e, complici anche le indiscrezioni secondo le quali Ralph Tresvant, frontman del gruppo, stesse per intraprendere una carriera solista, i restanti membri del gruppo inclusero Johnny Gill, cantante originario di Washington, il quale aveva già alle spalle una carriera da cantante solista, composta da tre album che avevano raggiunto la top 50 degli album nel 1983, 1984 e 1985.
Nonostante la maggior parte delle tracce presentino come cantante principale Ralph Tresvant, un ruolo prominente nella produzione viene preso da Ricky Bell e da Johnny Gill; quest'ultimo è il cantante principale in Boys to Men, canzone che, nonostante sia diventata una delle più conosciute del gruppo, non è stata pubblicata come singolo fino al 1991.
Due canzoni: Competition e Where It All Started presentano, rispettivamente, un forte senso di delusione dopo la partenza di Brown dal gruppo due anni prima e un sottile diss ai New Kids on the Block, il cui produttore era stato allontanato dai New Edition.
Il disco ha raggiunto il proprio picco alla posizione numero 12 in classifica, vendendo mezzo milione di copie entro il 19 agosto 1988. Il 28 settembre 1988 l'album è stato certificato disco di platino. Nel luglio 1994 ha raggiunto le due milioni di copie vendute, ricevendo il secondo disco di platino.

## Singoli Pubblicati
Da Heartbreak sono stati estratti sei singoli: If It Isn't Love, You're Not My Kind Of Girl, Can You Stand the Rain, Crucial, N.E. Heartbreak e, nel tardo 1991, Boys to Men.

## Influenze
L'album, per i suoi contenuti, ha ispirato la nascita del gruppo di Filadelfia Boyz II Men, il cui nome prende per l'appunto spunto dal brano Boys to Men.

## Tracce
1) Introduction - 1:04
2) That's the Way We're Living - 4:02
3) Where It All Started - 3:31
4) If It Isn't Love - 5:09
5) N.E. Heartbreak - 5:44
6) Crucial - 4:33
7) You're Not My Kind of Girl - 4:01
8) Superlady - 5:01
9) Can You Stand the Rain - 4:57
10) Competition - 4:28
11) I'm Comin' Home - 5:06
12) Boys to Men - 4:10